# Peter Wittgenstein
Ludwig Adolf Peter, 1:e hertig von Sayn-Wittgenstein-Ludwigsburg-Berleburg (tyska: Ludwig Adolf Peter Fürst zu Sayn-Wittgenstein-Berleburg; ryska: Пётр Христиа́нович Ви́тгенштейн), född 17 januari 1769 i Perejaslav-Chmelnitskij i Kejsardömet Ryssland, död 11 juni 1843 i Lviv, Ukraina, Kejsardömet Ryssland, var en rysk militär. Han förde högsta befälet över de förenade rysk-preussiska arméerna under slaget vid Lützen 1813. 1823 utnämndes han till fältmarskalk och från 1834 var han furste von Sayn-Wittgenstein.

## Utmärkelser
- Riddare av Sankt Alexander Nevskij-orden
- Georgsorden, andra klass
- Första klassen av Röda örns orden
- Georgsorden, fjärde klass
- Kors "För belägringen av Prag"
- Badiska husorden Fidelitas
- Svarta örns orden
- Sankt Alexander Nevskij-orden
- Georgsorden, tredje klass
- Andreasorden
- Sankt Annas orden, första klass
- Guldsabel "för tapperhet"
- Sankt Annas orden, tredje klass
- Sankt Vladimirs orden, första klassen
- Sankt Vladimirs orden, tredje klass
- Maria-Teresiaorden

[Redigera Wikidata]